# 周恩来祖居
周恩来祖居位于中国浙江省绍兴市越城区劳动路369号（原宝祐桥河沿），为周恩来祖上世居之地。1939年3月周恩来回绍兴时曾在此接待各界人士和亲友，并书写抗日题词，填写家谱等。1984年作为纪念馆对外开放，1998年在南侧扩建周恩来纪念广场并立其铜像，2001年6月在东侧扩建展览厅和缅怀厅，内设“风范垂青史”周恩来生平陈列。
该建筑为具有明清风格的绍兴传统台门，最早可能为宝祐桥周氏第五世周颐所建，坐北朝南，分东、中、西三路，中路共四进，分别为大门、二门（为砖雕门楼）、百岁堂和座楼，除二门外面阔均为三间。百岁堂原名锡养堂，为周氏族人举行家族祭典和议事的公堂，因清康熙三十七年（1698）第十一世周懋章妻王氏寿至百岁，浙江巡抚授“百岁寿母之门”匾额以示祝贺（匾额原悬挂于二门门额上方），故有此称。西路共三进，分别为诵芬堂、小堂前（西为家塾、东为书房）和厨房，东路已改建为展室，其北侧有后花园。